# Список храмов и часовен Калужской области

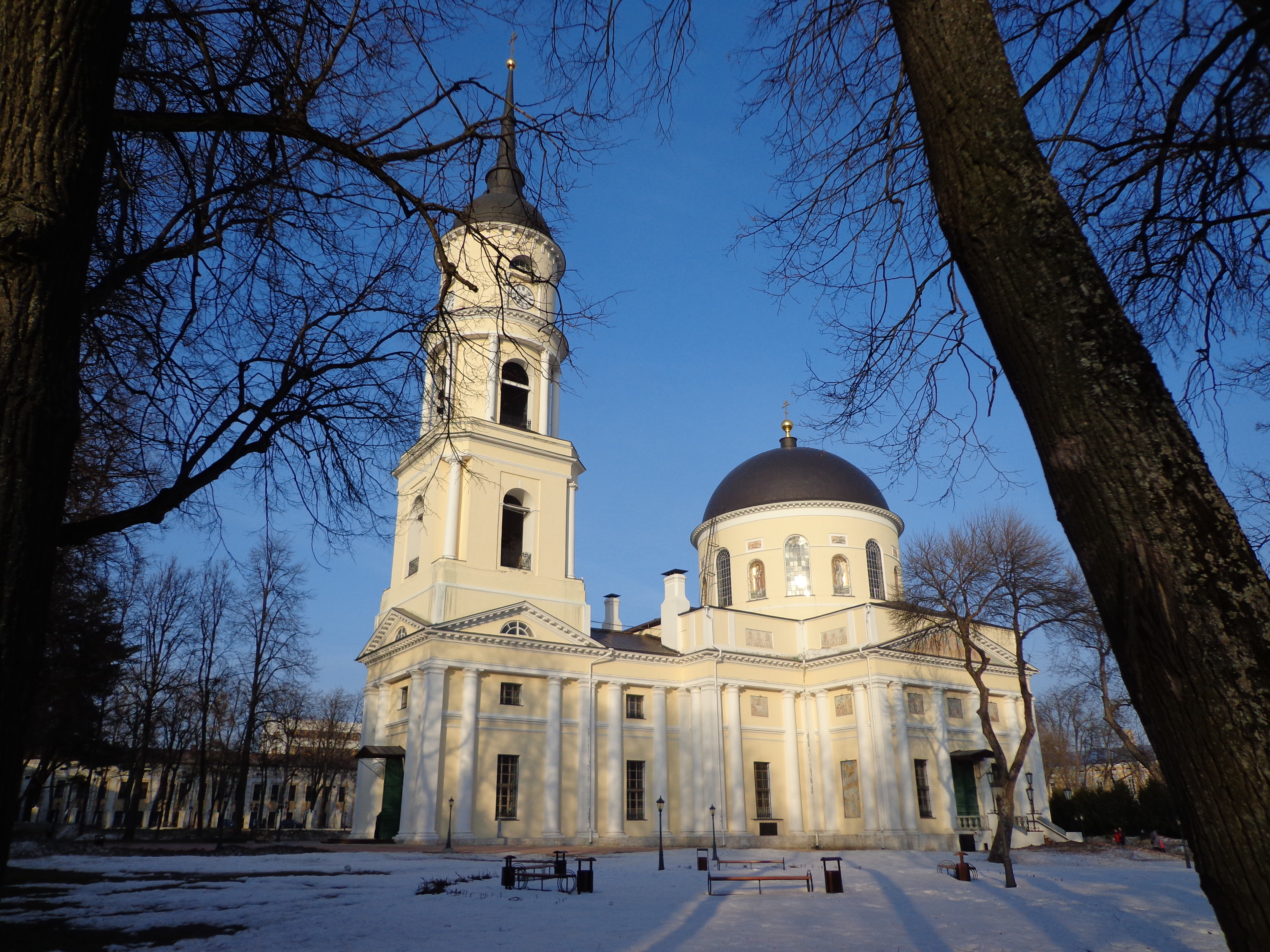
Троицкий собор (Калуга)

Список храмов всех религий и конфессий, как действующих, так и закрытых и уничтоженных в годы Советской власти, находящиеся на территории города Калуга и Калужской области. В создании храмов принимали участие крупные российские архитекторы: Иван Денисович Ясныгин, Николай Владимирович Султанов,  Петр Романович Никитин.

## Храмы Калужской области

### Православные храмы города Калуги
| № | Фото | Название       | Постройка | Архитектор   | Состояние                                              | Примечание | Архитектурный памятник                                                                        |
| - | ---- | -------------- | --------- | ------------ | ------------------------------------------------------ | ---------- | --------------------------------------------------------------------------------------------- |
| 1 |      | Троицкий собор | 1786—1819 | И.Д. Ясныгин | В 1924 году закрыт и разграблен, в 1991 году возвращён | классицизм | Объект культурного наследия народов РФ федерального значения. Рег. № 401510581690016 (ЕГРОКН) |

### Храмы Износковского района
| № | Фото | Название                                                     | Постройка | Архитектор | Состояние                       | Стиль     | Архитектурный памятник |
| - | ---- | ------------------------------------------------------------ | --------- | ---------- | ------------------------------- | --------- | ---------------------- |
| 1 |      | Церковь Покрова Пресвятой Богородицы в Дерново               | 1891-1907 |            | в 1924 году закрыта             | эклектика |                        |
| 2 |      | Церковь Николая Чудотворца в Извольске                       | 1829      |            | разрушена в середине XX века    |           |                        |
| 3 |      | Церковь Четырех Святителей Московских в Извольске            | 1889-1893 |            | закрыта в 1937 году             | эклектика |                        |
| 4 |      | Молитвенный дом Николая Чудотворца в Износках                | 2008      |            | действует                       |           |                        |
| 5 |      | Церковь Вознесения Господня в Мятлево                        | 1907      |            | закрыта в 1938 году             |           |                        |
| 6 |      | Церковь Иконы Божией Матери Всех Скорбящих Радость в Мятлево | 1994      |            |                                 |           |                        |
| 7 |      | Молитвенный дом Николая Чудотворца в Шанском Заводе          | 1996      |            |                                 |           |                        |
| 8 |      | Церковь Рождества Христова в Шанском Заводе                  | 1736      |            | закрыта в 1930, взорвана в 1941 |           |                        |

### Храмы Медынского района
| №  | Фото | Название                                                                                | Постройка     | Архитектор                     | Состояние                                                                             | Стиль                                    | Архитектурный памятник |
| -- | ---- | --------------------------------------------------------------------------------------- | ------------- | ------------------------------ | ------------------------------------------------------------------------------------- | ---------------------------------------- | ---------------------- |
| 1  |      | Церковь Иконы Божией Матери Казанская в Грибово                                         | 1824          |                                | в конце 1930-х годов закрыта, заброшена                                               |                                          |                        |
| 2  |      | Церковь Иконы Божией Матери Казанская в Дунино                                          | 1817          | И. Д. Ясныгин?                 | закрыта в 1937,заброшена                                                              |                                          |                        |
| 3  |      | Церковь Георгия Победоносца в Егорье                                                    |               |                                |                                                                                       |                                          |                        |
| 4  |      | Церковь Троицы Живоначальной в Захаровском                                              | 1915          | Н. В.Султанов                  | закрыта в 1968,заброшена                                                              | эклектика с элементами неорусского стиля |                        |
| 5  |      | Церковь Воскресения Христова в Кременском                                               | 1901          |                                | закрыта в советское время                                                             | русская эклектика                        |                        |
| 6  |      | Собор Константина и Елены                                                               | 1782          | П.Р. Никитин?                  | закрыт в конце 1930-х, заброшен                                                       | ранний классицизм                        |                        |
| 7  |      | Церковь Благовещения Пресвятой Богородицы                                               | кон. XVIII в. |                                | деревянная кладбищенская церковь, разрушена в середине XX века                        |                                          |                        |
| 8  |      | Церковь Иконы Божией Матери Казанская                                                   | 1836          |                                | закрыта в 1930-х, в 1940-х открыта вновь, колокольня восстановлена в середине 2000-х. | поздний классицизм                       |                        |
| 9  |      | Церковь Покрова Пресвятой Богородицы (бывшая старообрядческая, Белокриницкого согласия) | 1912-1915     |                                | закрыта в 1930, в 1994 передана РПЦ, отремонтирована.                                 | русский стиль                            |                        |
| 10 |      | Церковь Георгия Победоносца в Озёрном                                                   | 2015          | А. А. Анисимова, О. М.Ермакова | действует                                                                             | неорусский стиль                         |                        |
| 11 |      | Церковь Илии Пророка в Переделе                                                         | 2010          | И. Канаев                      | деревянная, строится, идут службы                                                     |                                          |                        |
| 12 |      | Церковь Илии Пророка в Переделе                                                         | 1765          |                                | Закрыта в 1940, в середине 1940- ых частично разобрана                                | эклектика                                |                        |
| 13 |      | Церковь Иконы Божией Матери Печерская в Прудках                                         | 1817          | И. Д. Ясныгин?                 | Закрыта после 1945, бесхозна, полуразрушена.                                          | классицизм                               |                        |
| 14 |      | Церковь Георгия Победоносца в Романово                                                  | 2009          | Колосов А. Б. Оболенский А. Н. | действующая                                                                           | русский стиль                            |                        |
| 15 |      | Церковь Троицы Живоначальной в Троице-Илемле                                            | 1741          |                                | деревянная, сломана после революции                                                   |                                          |                        |
| 16 |      | Церковь Троицы Живоначальной в Троице-Илемле                                            | 1911          |                                | кирпичная кладбищенская церковь, закрыта в 1939, руинированное здание бесхозно        | эклектика, русский стиль                 |                        |
| 17 |      | Церковь Казанской иконы Божией Матери. в Таракановке. (старообрядческая)                | 1909          |                                | полуразрушена, не действует с 1937 года, сохранилась кирпичная колокольня, кладбище   | эклектика, русский стиль                 |                        |
| 18 |      | Церковь Покрова Пресвятой Богородицы в Бордуково                                        | 1700          |                                | сохранилось только кладбище, с каменным надгробиями                                   |                                          |                        |

## Часовни
|   | Фото | Название                               | Постройка | Архитектор                                     | Состояние | Стиль | Архитектурный памятник |
| - | ---- | -------------------------------------- | --------- | ---------------------------------------------- | --------- | ----- | ---------------------- |
| 1 |      | Часовня Михаила Архангела в Ивановском | 2021      | Абрамов В. А., Гончаров С. Г., Родионова Д. В. | строится  |       |                        |